# Erythronium quinaultense
Erythronium quinaultense ist eine Pflanzenart aus der Gattung der Zahnlilien (Erythronium). Die tetraploide Art entstammt vermutlich einer Hybridisierung von Erythronium montanum und Erythronium revolutum.

## Merkmale
Die Zwiebeln sind 35 bis 75 Millimeter groß und beinahe eiförmig. Die Blätter sind 12 bis 20 Zentimeter lang. Die Blattspreite ist grün oder weißen eine schwache weiße oder braune Marmorierung auf. Sie sind lanzettlich bis eiförmig. Der Blattrand ist mehr oder weniger stark gewellt. Der Schaft ist 12 bis 25 Zentimeter lang. Der Blütenstand ist ein- bis dreiblütig.
Die Blütenblätter sind 30 bis 50 Millimeter groß und lanzettlich bis fast eiförmig. Sie sind im unteren Bereich weiß gefärbt, werden zu den äußeren Rändern hin rosa. Ihre Spitze ist am dunkelsten, an der Basis ist ein gelbes Band vorhanden. Die inneren Blütenblätter sind an der Basis geöhrt. Die Staubblätter sind 12 bis 24 Millimeter groß. Die Staubfäden sind weiß, 1 bis 2 Millimeter breit, linealisch bis lanzettlich, abgeflacht und etwas erweitert. Die Staubbeutel sind gelb. Die Griffel sind 10 bis 18 Millimeter groß und weiß. Die Narbe besitzt schlanke und meist zurückgebogene Lappen, die 1 bis 5 Millimeter groß sind. Die Kapseln sind 3 bis 6 Zentimeter groß und länglich bis verkehrt-eiförmig.
Die Blütezeit liegt im späten Frühling, im Mai.
Die Chromosomenzahl beträgt 2n = 48. Die Art ist tetraploid.

## Vorkommen
Erythronium quinaultense ist in Washington auf der südwestlichen Olympic-Halbinsel endemisch. Die Art wächst auf Lichtungen und auf Felsvorsprüngen in Höhenlagen von 500 bis 900 Meter.

## Belege
- Erythronium quinaultense in der Flora of North America (Zugriff am 31. Oktober 2010)